# ヴィリー・ヤーケル
ヴィリー・ヤーケル（Willi Gustav Erich Jaeckel、1888年2月10日 - 1944年1月30日)）は、ドイツの画家、イラストレーター。表現主義のスタイルの画家である。

## 略歴
ブレスラウ（現在のポーランド、ヴロツワフ）で生まれた。1906年から1908年の間はブレスラウの美術学校で学んだ後、ドレスデンの美術アカデミー（後のドレスデン美術大学）で、オットー・グスマンのもとで学んだ。1913年にベルリンに移り、1915年にベルリン分離派のメンバーになった。1919年にプロイセン美術アカデミーの会員になった。1925年からベルリンの高等美術学校(Hochschule für Kunsterziehung) の教師となった。1933年に准教授に称号をえた。ナチスが権力を掌握した後、解任されたが、学生からの抗議によって復職した。ヤーケルが教えた学際にはリカルダ・ヤコビ(Ricarda Jacobi: 1923-2020)や有名な画家、ハンス・オルデの同名の息子(Hans Olde der Jüngere: 1895-1987)らがいる。
1937年、ナチスの「退廃芸術」に指定され、ヤーケルの作品はブレスラウやデッサウの美術館などから没収され、一部は破壊され、一部の作品が退廃芸術展で展示された。
ハノーファーのビスケット工場に壁画も描いたが壁画は第2次世界大戦中に失われた。ベルリンのスタジオも1943年の空襲で焼失し、ヤーケル自身もアパートが爆撃を受けて、1944年1月に戦災死した。
人物画や静物画、ヌードなどを描いた。

## 作品

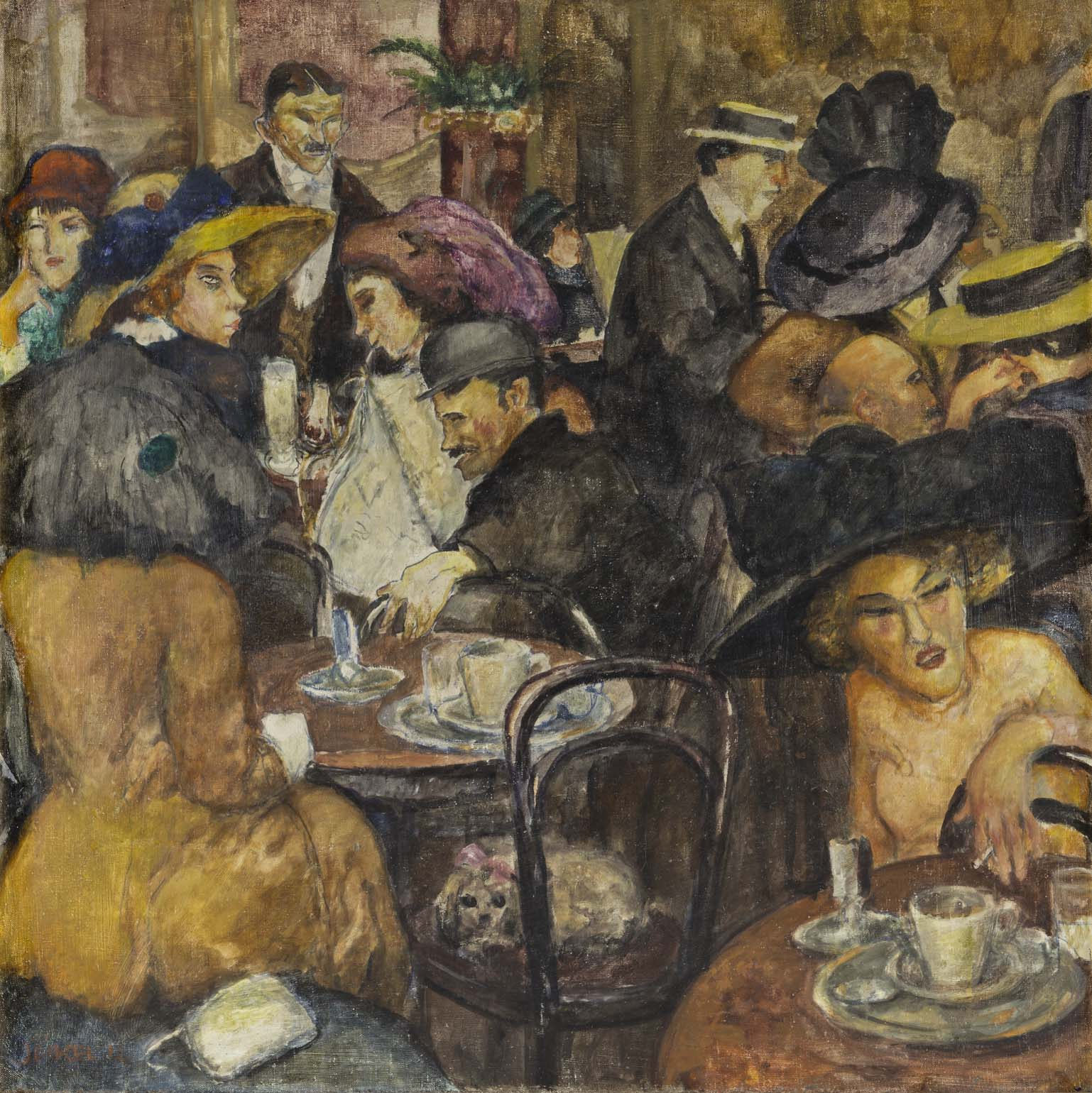
ロマンチックなカフェ(1912)
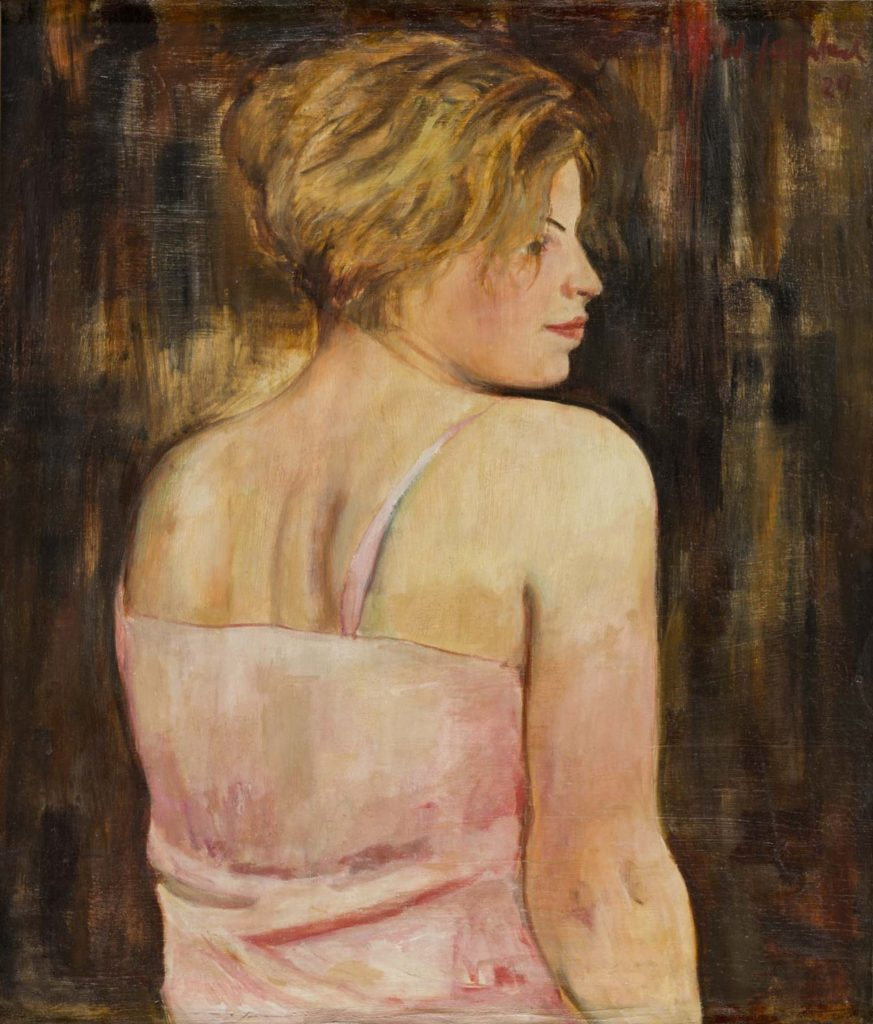
女性画家の肖像画(1929)
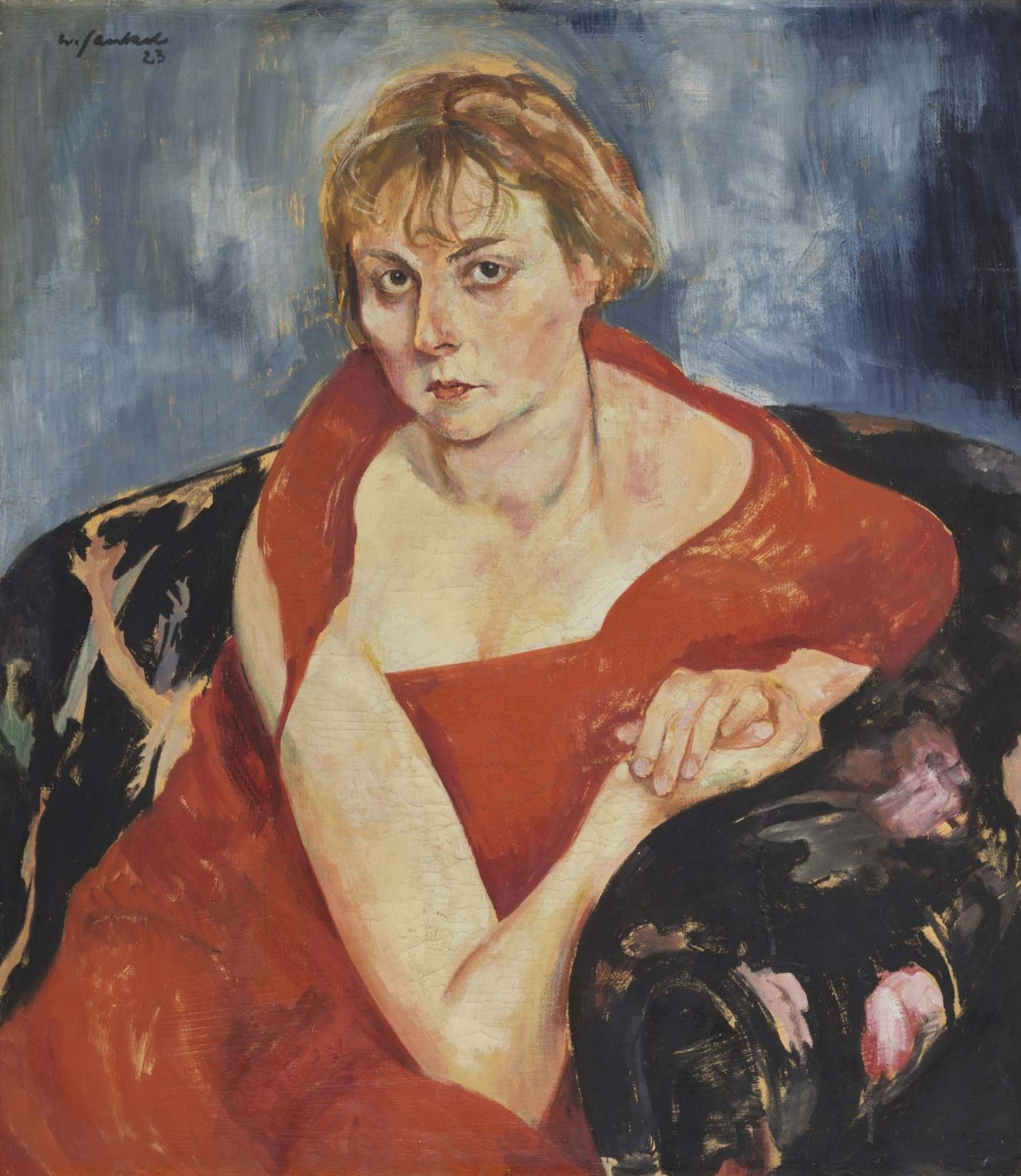
画家の妻の肖像画(1923)
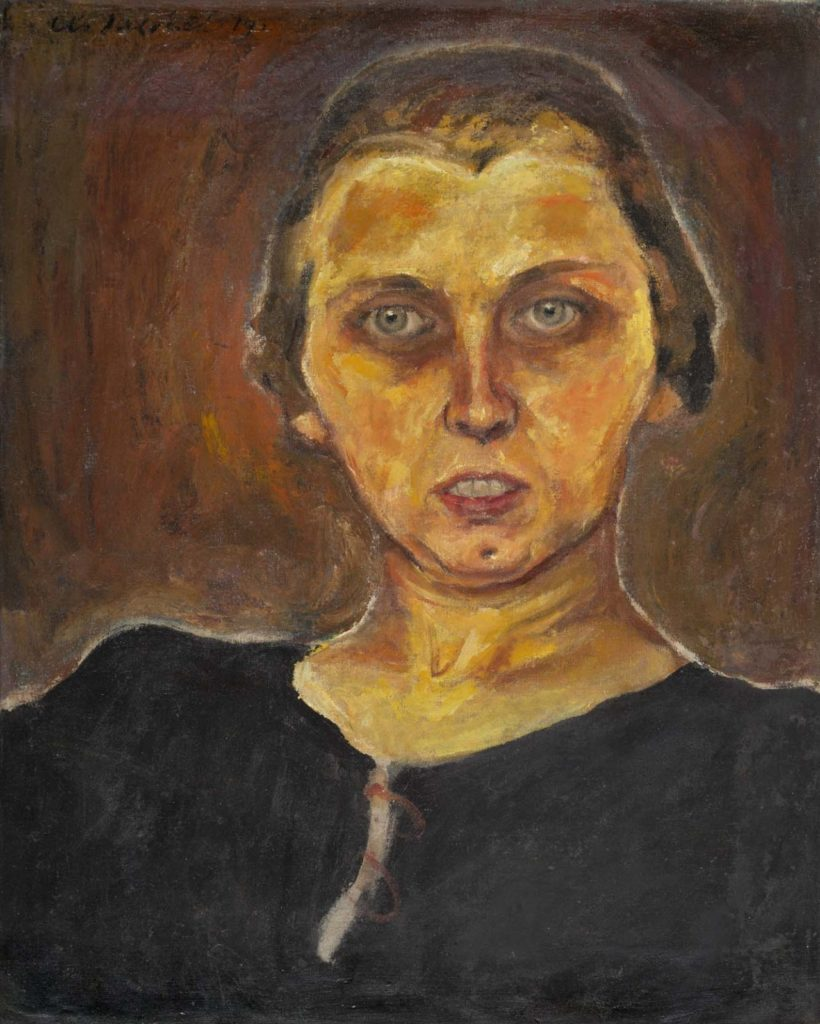
Resi Langer(キャバレー歌手)

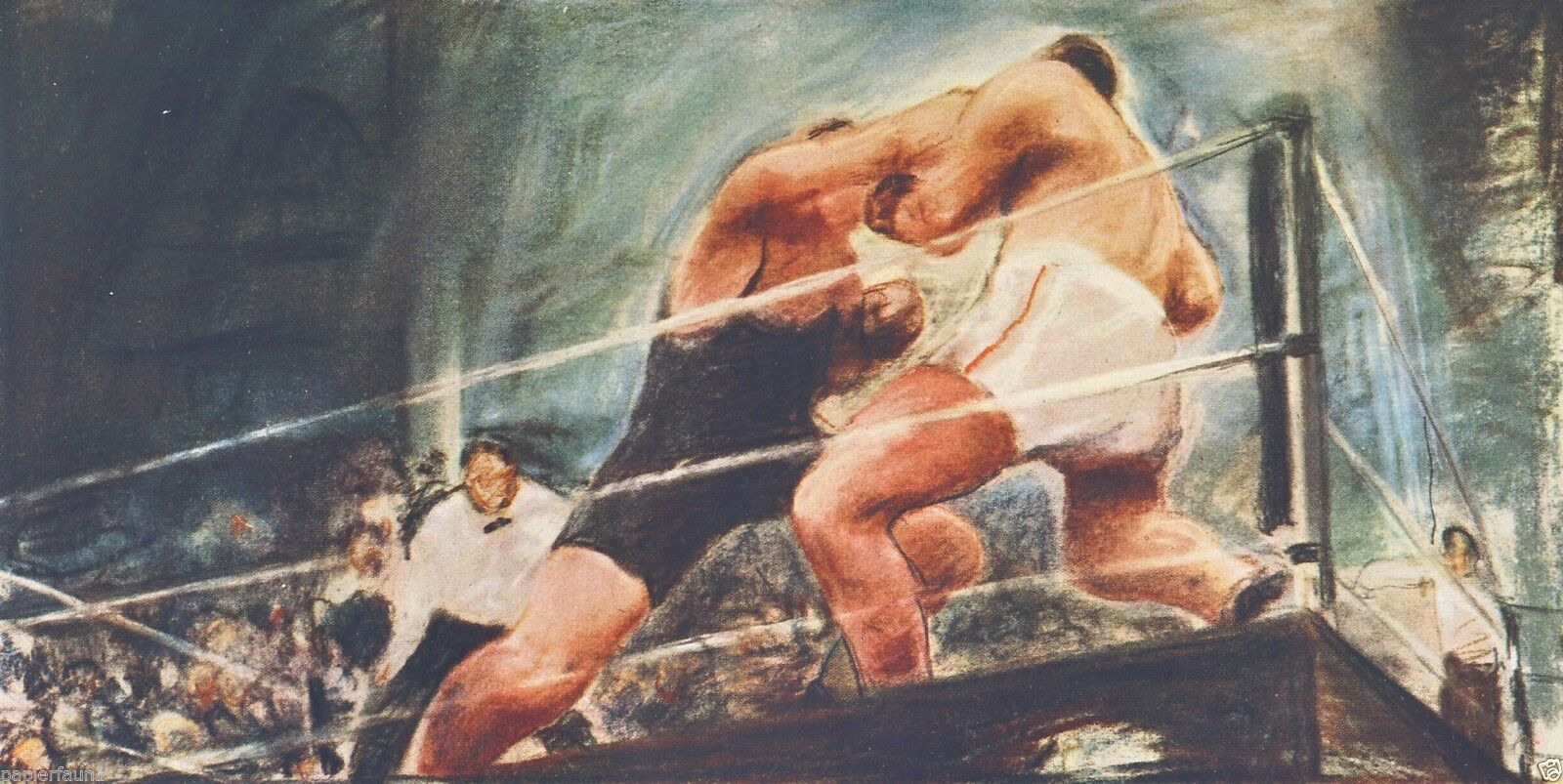
ボクシングの試合(1927)
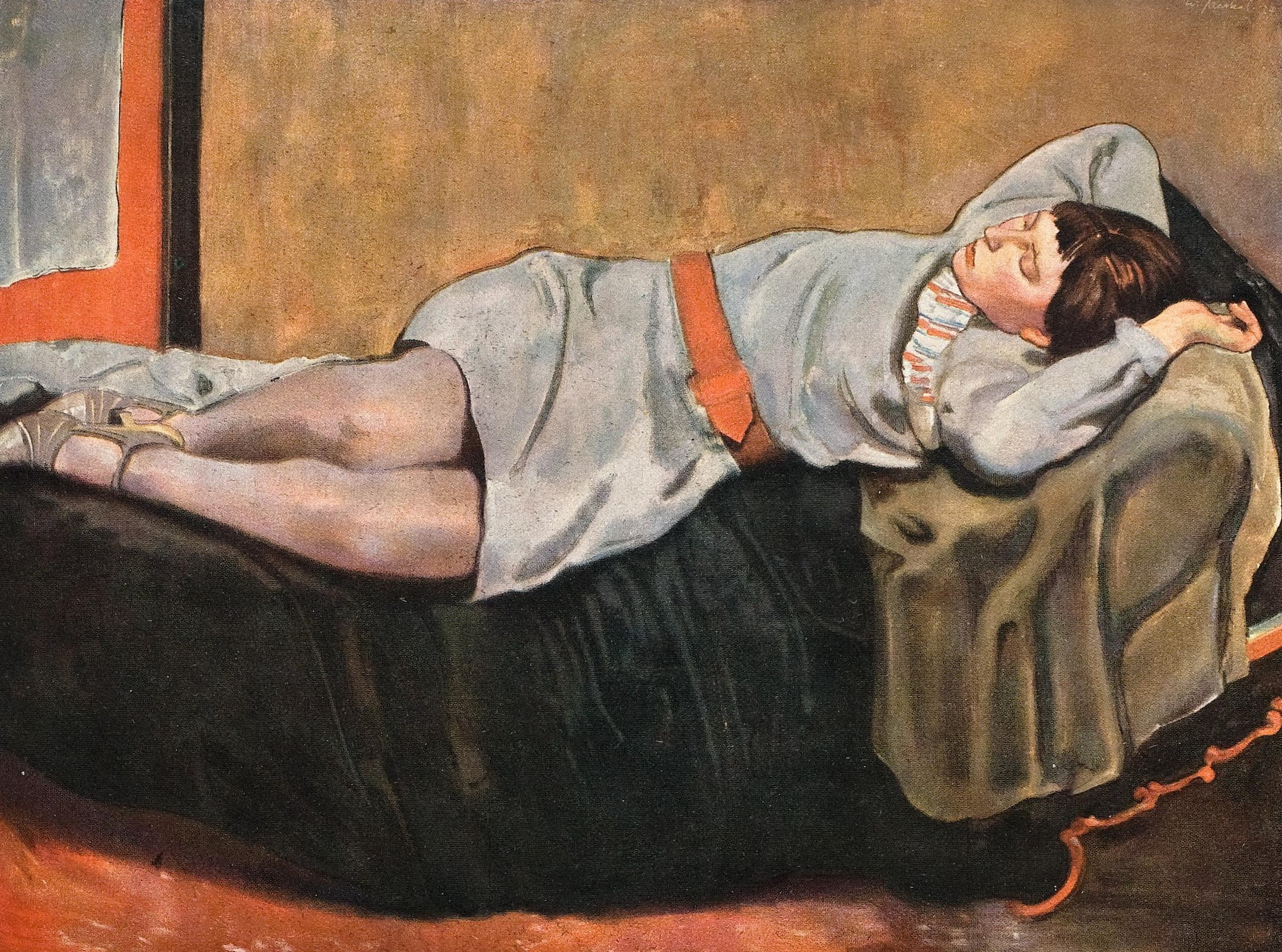
嘘つきの少女 (1929)
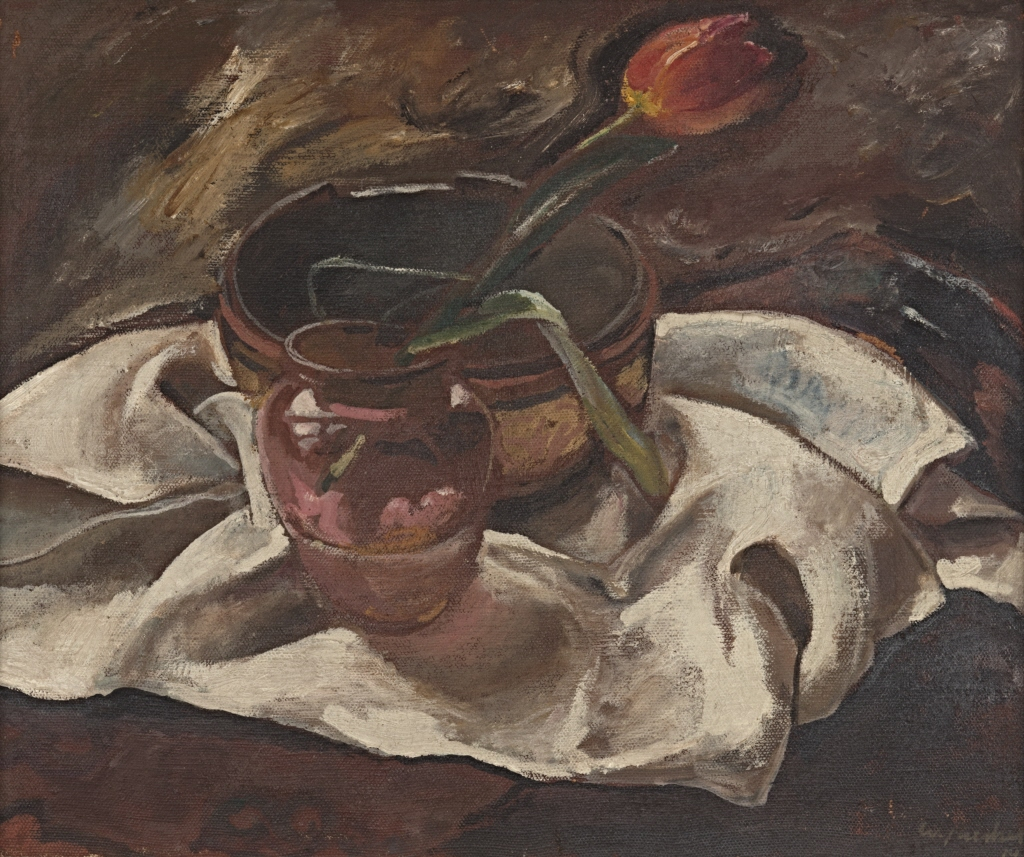
静物画